# Aekkea-Raab
AEKKEA-RAAB Anonymos Etaireia Kataskevis Kai Ekmetallefseos Aeroplanon var en grekisk flygplanstillverkare som grundades av Antonius Raab 1935.
Efter att Raab tvingades lämna Tyskland på grund av sin antinazism 1933 bosatte han sig i Lettland, men då de lettiska myndigheterna inte visade något intresse för hans flygplanskonstruktioner flyttade han vidare till Grekland där han öppnade sin flygplansfabrik 1935. Till en början var man lokaliserade i Phaleron men när verksamheten växte flyttade man till Moskháton.
I företaget arbetade några tyska tekniker och ingenjörer som Raab via sitt kontaktnät kunde förmå att flytta till Grekland, övrig personal inklusive ledningen av företaget sköttes av grekiska medarbetare.
Företagets första modeller visade stor släktskap med de flygplan Raab konstruerat i Lettland samt vid Raab-Katzenstein. Företagets första produkt blev skol- och privatflygplanet Pelikan som följdes av skol- och lätt jaktflygplanet R-26V, det ensitsiga jaktflygplanet R-27, samt Schwalbe (I/II) och Tigerschwalbe IV.
Till Österrike exporterade man två stycken konstruktioner som tillverkades på licens av Pintsch i Wien, en Tigerschwalbe och en Pelikan. Ingen av konstruktionerna godkändes av de österrikiska försvarsmyndigheterna och förutom prototypexemplaren tillverkades inga fler Raabflygplan av Pintsch. När Tyskland genomförde anslutningen av Österrike fanns en Schwalbe II i aktiv tjänst i det österrikiska försvaret. Det kom även en förfrågan från de Turkiska myndigheterna om köp av Schwalbe, men ingen affär genomfördes.
Förutom motorflygplan tillverkades en rad glidflygplan, dessa var kopior på Grüne Post, Grunau Baby och Zögling som såldes till flygklubbar på den lokala marknaden. 
1936 konstruerade Raab stridsflygplanen R-29 och Tigerschwalbe 33 som företaget tillverkade för det spanska inbördeskriget, samt bombflygplanet R-52 som bara nådde till ett utkast på papper. För att kunna leverera flygplanen till Spanien bildade Raab ett företag i Paris som på pappret vidarexporterade flygplansdelarna till Spanien där de monterades. Efter att Tyskland invaderade Grekland lämnade Raab företaget och flydde till Indien där han startade en fabrik för segelflygplan.